# Nitocrella slovenica
Nitocrella slovenica é uma espécie de crustáceo da família Ameiridae.
É endémica da Eslovénia.